# Mordecai Johnson

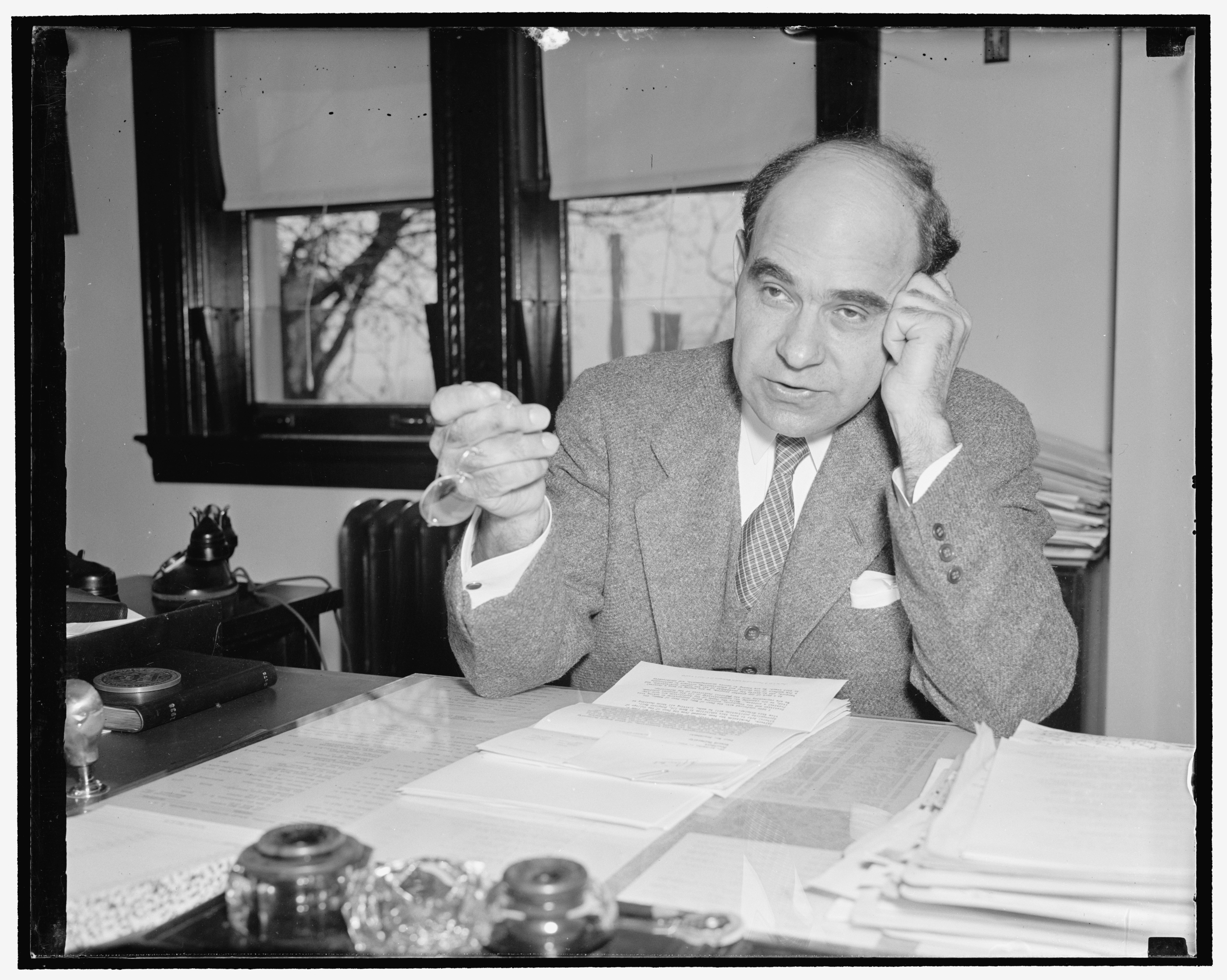
Mordecai Johnson (1938)

Mordecai Wyatt Johnson (* 12. Januar 1890 in Paris, Tennessee; † 10. September 1976 in Washington, D. C.) war ein US-amerikanischer baptistischer Theologe und von 1926 bis 1960 der Präsident der Howard University.

## Leben
Johnson war der Sohn des Arbeiters und Pastors Wyatt Johnson, einem ehemaligen Sklaven, und dessen Frau Caroline Freeman. Er erhielt 1911 seinen Bachelor vom Atlanta Baptist College, wo er daraufhin zwei Jahre als Lehrkraft eingestellt war. 1913 erhielt er von der University of Chicago einen zweiten Bachelor in den Sozialwissenschaften, woraufhin er sein Studium an der Rochester Theological Seminary fortsetzte. Dort kam er mit Walter Rauschenbuschs Idee der Social Gospel in Berührung, die sein späteres Denken stark beeinflusste. Er erhielt 1921 seinen Bachelor of Divinity und ein Jahr später seinen Master of Theology von der Harvard University. 1916 hatte er Anna Ethelyn Gardner geheiratet. Johnson wurde im selben Jahr ordiniert und 1917 zum Pastor der First Baptist Church in Charleston ernannt. Dort engagierte er sich in der National Association for the Advancement of Colored People (NAACP) für die Bürgerrechtsbewegung.
1926 wurde Johnson der erste schwarze Präsident der Howard University, einer afroamerikanischen Hochschule in Washington, D. C. Unter seiner Führung wurde die Universität um ein vielfaches erweitert: Hunderte neue Lehrkräfte wurden eingestellt, es wurden 20 neue Gebäude errichtet, die Zahl der Studenten stieg um 250 Prozent und das Budget wuchs von $700.000 auf $8.000.000. Außerdem brachte Johnson führende afroamerikanische Wissenschaftler wie den Politikwissenschaftler und späteren Friedensnobelpreisträger Ralph Bunche, den Historiker John Hope Franklin, den Soziologen E. Franklin Frazier, den Anwalt Charles Hamilton Houston, den Mathematiker David Blackwell, die Theologen Howard Thurman und Benjamin Mays und den Philosophen Alain LeRoy Locke als Professoren an die Universität. So wurde die Howard University schließlich die führende Hochschule für Afroamerikaner. Aus der Studentenschaft dieser Jahre gingen einige der führenden Köpfe der Bürgerrechtsbewegung hervor, darunter Thurgood Marshall, Oliver Hill und Spottswood Robinson. Um diese Änderungen zu finanzieren, betrieb Johnson ein extensives Fundraising. U. a. überzeugte er den Kongress, die Universität jedes Jahr mit einem Geldbetrag von etwa $1.000.000 zu unterstützen. Johnson wurde jedoch auch für seinen „diktatorialen“ Führungsstil und seinen theologischen Hintergrund kritisiert.
1960 ging Johnson in den Ruhestand, blieb jedoch noch in verschiedenen Organisationen aktiv. Politisch setzte er sich für die Bürgerrechtsbewegung und die Unabhängigkeitsbewegungen europäischer Kolonien ein.
Johnson wurde mehrfach ausgezeichnet. Schon 1923 wurde ihm die Ehrendoktorwürde der Howard University verliehen. 1929 verlieh ihm der NAACP die Spingarn Medal.